# Victor Sergent
Victor Sergent, né à Saint-Raphaël le 9 août 1886 et mort à Arlay le 28 décembre 1923,, est un footballeur international français.
Après-guerre, où il est proche d'être amputé d'une jambe, Victor Sergent lance avec son frère une affaire de transports automobiles, avant de mourir d'une congestion pulmonaire à l'hiver 1923,.

## Biographie
Son poste de prédilection est attaquant. Il compte 5 sélections en équipe de France de football :
- Belgique-France à Bruxelles au stade du Vivier d'Oie en 1907,
- Suisse-France au stade des Charmilles à Genève en 1908,
- Angleterre amateur-France à Londres au stade du Park Royal en 1908,
- France-Belgique à Colombes au stade olympique Yves-du-Manoir en 1908,
- Belgique-France à Bruxelles au stade du Vivier d'Oie en 1913[6].

### Clubs successifs
- Stade raphaëlois
- Racing club de France

### Carrière
Né à Saint-Raphaël de mère anglaise et de père français, Victor évolue tout d'abord à Winchester avant de s'établir à Paris et de porter le maillot du Racing. Il est un irréprochable arrière gauche dont les débuts internationaux coïncident avec la première victoire de l'équipe de France en déplacement. À l'image de ses partenaires, il n'arrive pas à maintenir ce niveau de performance et sombre un an plus tard en Angleterre pour une humiliation (12-0) qui resta longtemps dans tous les esprits.

## Palmarès
- Champion de France USFSA en 1907 et en 1912

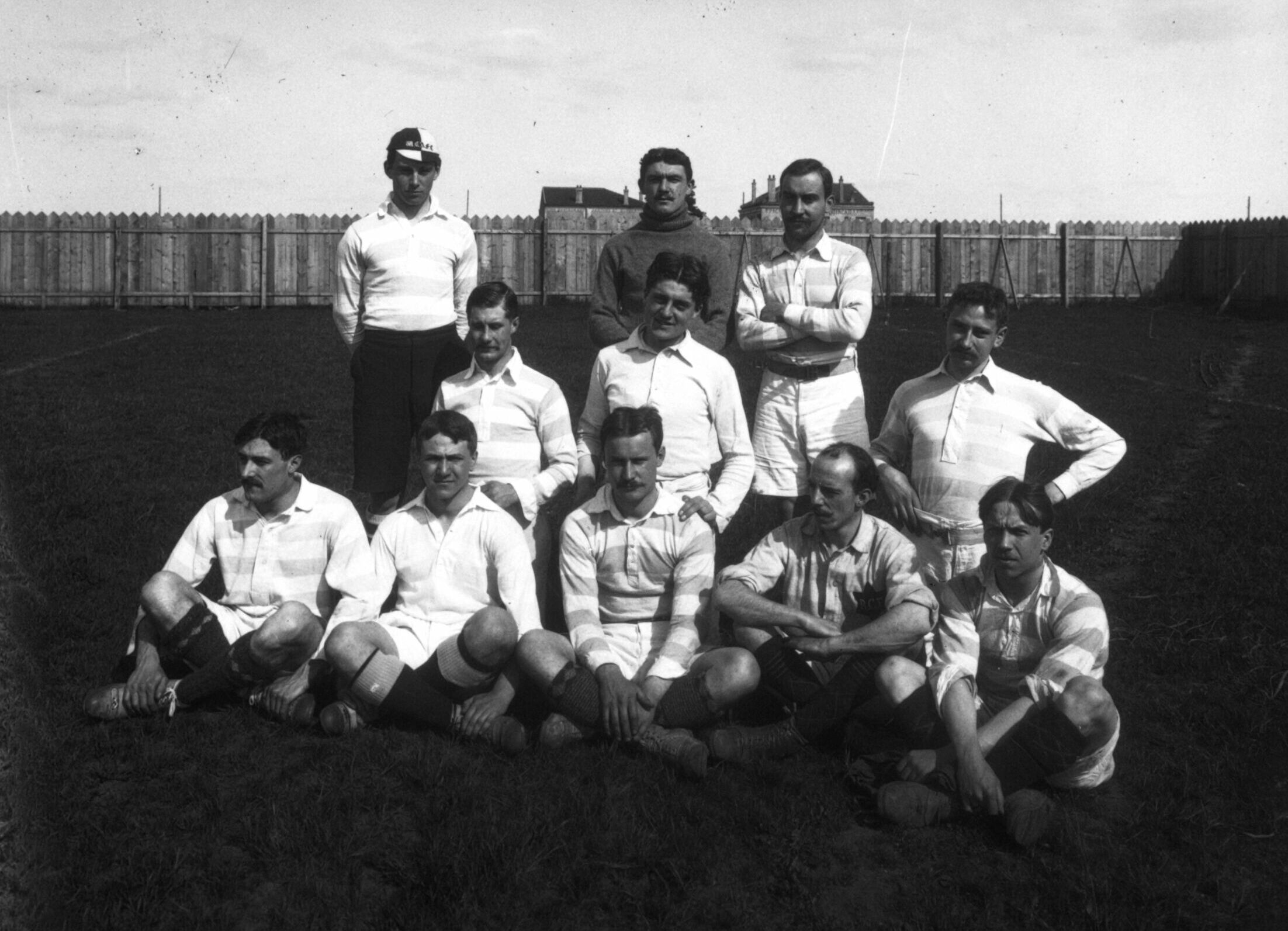
Le Racing finaliste de la Coupe Dewar 1906. Sergent est au dernier rang à gauche.
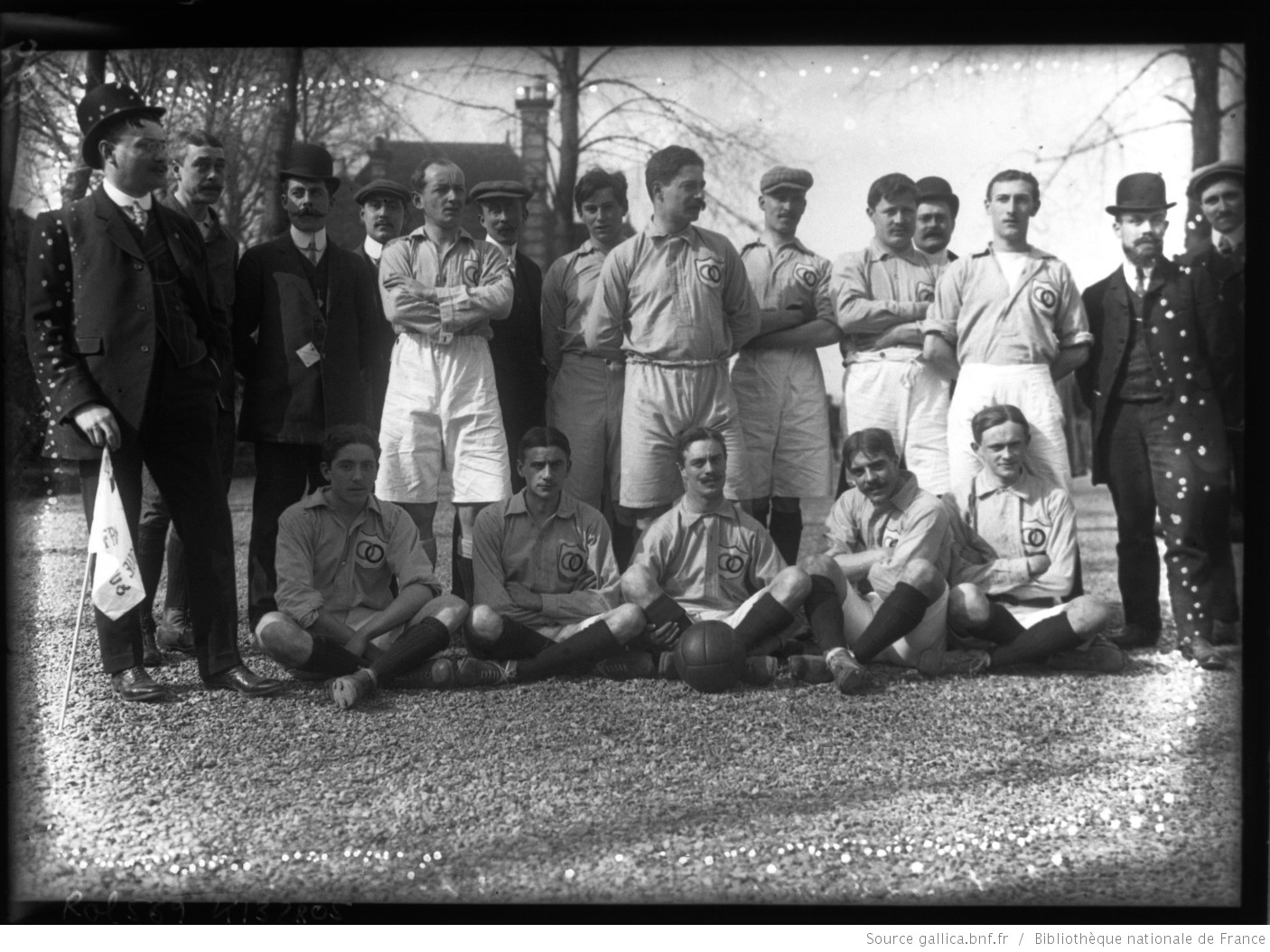
Sergent, 2e debout, au côté d'Allemane, et l'équipe de France en 1908.